# Хаваєдж

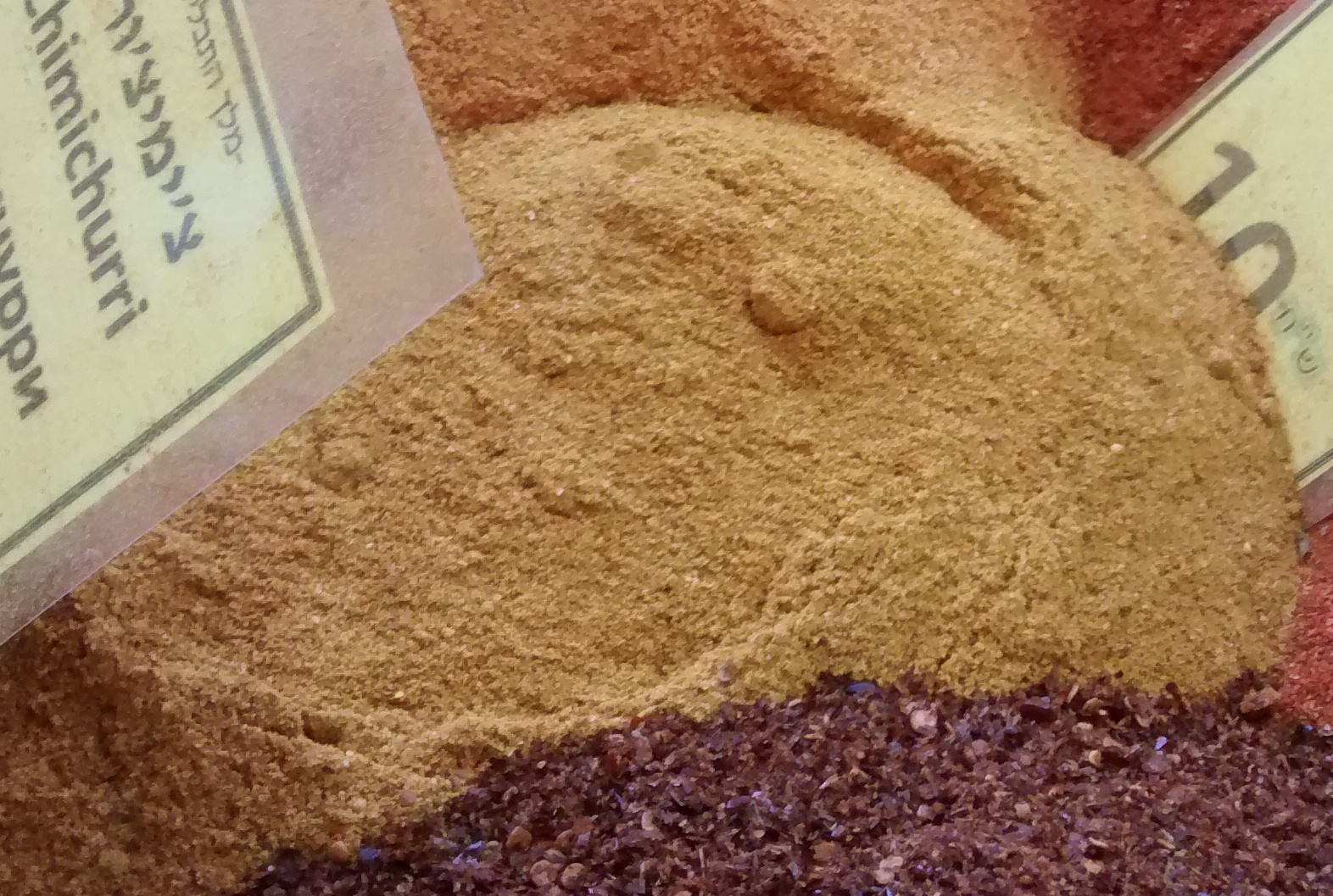
Хаваєдж

Хаваєдж (варіанти: Хавадж, хаваядж, Хавайдж, хауайдж араб. خاواييج, івр. חויאג׳) — назва традиційних єменських приправ, які використовуються для супів та кави.
Хаваєдж активно використовується в кухні єменських євреїв, і, як наслідок, в ізраїльській кухні взагалі.
Суміш для супу складається з кумину, чорного перцю, куркуми та кардамона. Деякі варіації включають також гвоздику, кмин, мускатний горіх, шафран, коріандр та сушену цибулю.
Суміш для кави складається з анісу, насіння фенхеля, імбиру та кардамону. Використовується, в першу чергу, для заварювання кави, а також для десертів, пирогів та деяких м'ясних страв. В Адені ця приправа складається з імбиру, кардамону, гвоздики, кмину та чорної кави; для чаю використовується та ж суміш, але без імбиру.